# Arroyo Guaviyú (Río Uruguay)
El arroyo Guaviyú es un pequeño curso de agua uruguayo, ubicado en el departamento de Artigas, perteneciente a la cuenca hidrográfica del río Uruguay.
Nace en la cuchilla de Belén, y discurre con rumbo oeste al norte de la ciudad de Belén hasta desembocar en el río Uruguay en el embalse formado por la represa de Salto Grande.